# Kurfürstendamm
Der Kurfürstendamm (umgangssprachlich auch Ku’damm) ist eine Haupteinkaufsstraße im Berliner Bezirk Charlottenburg-Wilmersdorf, die vom Rathenauplatz im Ortsteil Grunewald bis zum Breitscheidplatz mit der Kaiser-Wilhelm-Gedächtniskirche im Ortsteil Charlottenburg führt. 
Der Kurfürstendamm ist geprägt von gehobenem Handel, Hotellerie und Gastronomie und gilt als einer der touristischen Anlaufpunkte der Metropole.

## Geschichte
Der Kurfürstendamm wurde um 1542 als Dammweg vom Berliner Stadtschloss zum Jagdschloss Grunewald angelegt und diente zunächst als Reitweg für den Kurfürsten Joachim II. Der älteste Beleg für die Existenz dieses Dammes (damals noch ohne Benennung) ist der Plan géométral de Berlin et des environs des Ingenieurs La Vigne von 1685. Nach weiteren 100 Jahren taucht auf einer Karte von Friedrich Wilhelm Carl von Schmettau von 1767 bis 1787 zum ersten Mal der Name Churfürsten Damm auf. Am 5. Februar 1873 schrieb Otto von Bismarck an den Geheimen Kabinettsrat Gustav von Wilmowski einen Brief, in dem er erstmals den Gedanken an den Ausbau zu einer besonderen Prachtstraße äußerte. Die Idee Bismarcks wurde aufgegriffen und man plante eine 25 m breite befestigte Straße. Aber Bismarck erreichte durch einen Einspruch, dass die Straßenbreite für den Ausbau am 2. Juni 1875 durch Kabinettsorder auf 53 m festgelegt wurde. Das war der Startschuss zur Anlage der Villenkolonie Grunewald, für die sich Bismarck ebenso einsetzte. Nach der Gründung der Kurfürstendamm-Gesellschaft am 22. Dezember 1882 konnte nun der Ausbau des Kurfürstendamms und der Villenkolonie beginnen.
In Halensee querte 1882 die Elektromote-Versuchsstrecke den Kurfürstendamm, der erste Oberleitungsbus der Welt. 1886 war die Straße fertig ausgebaut, die Entwicklung zum Boulevard konnte beginnen. Das Gemälde von 1862 des Malers Ernst Hancke gibt einen Eindruck vom ländlichen Fahrweg, der der Kurfürstendamm Anfang des 19. Jahrhunderts noch war.

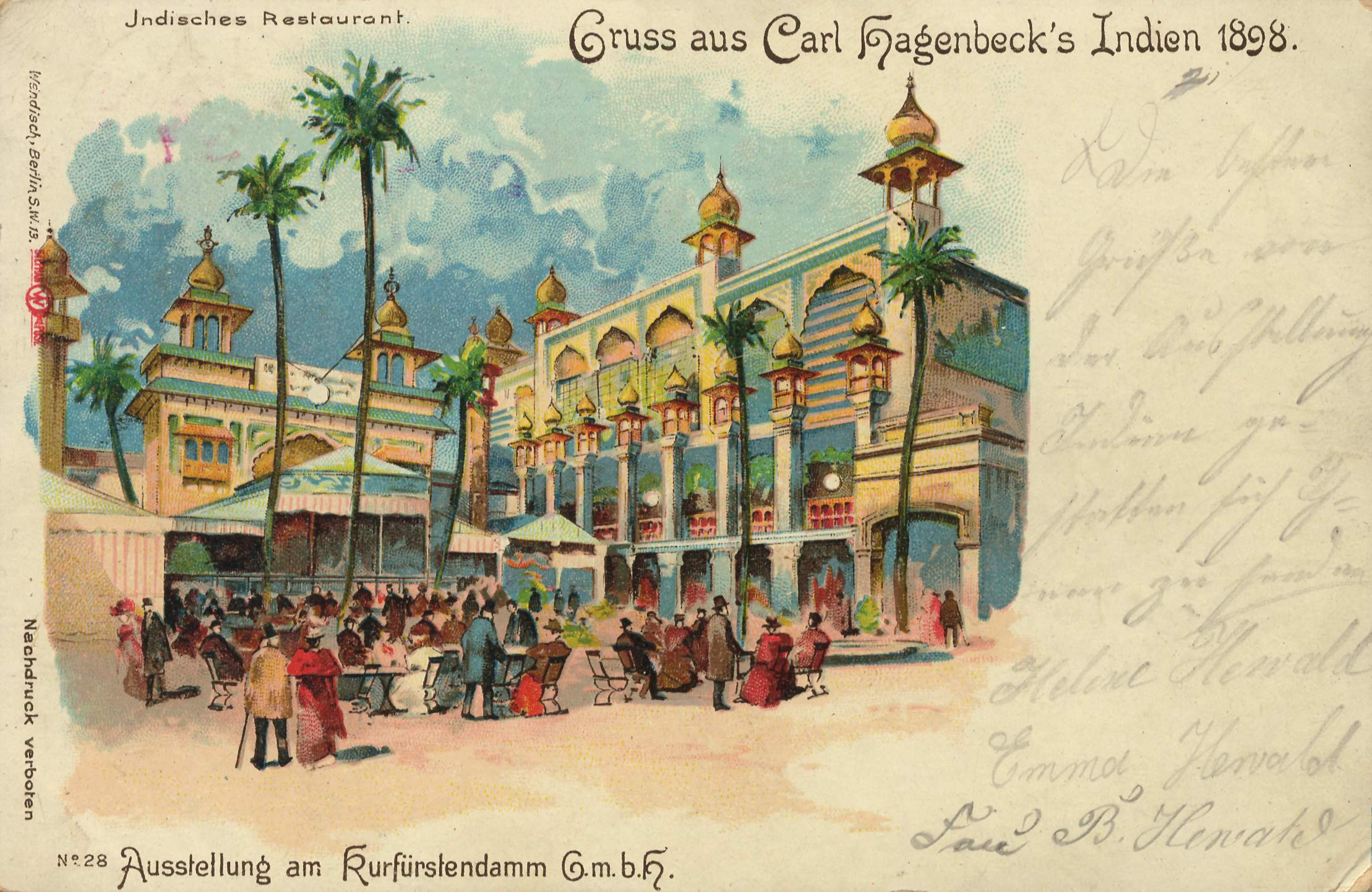
Ausstellung Carl Hagenbeck's Indien, 1898
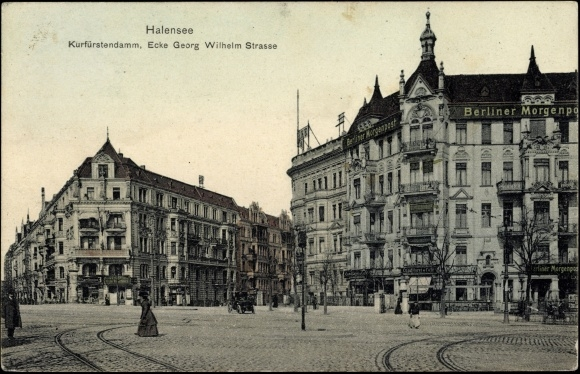
Kurfürstendamm Ecke Georg-Wilhelm-Straße, 1911
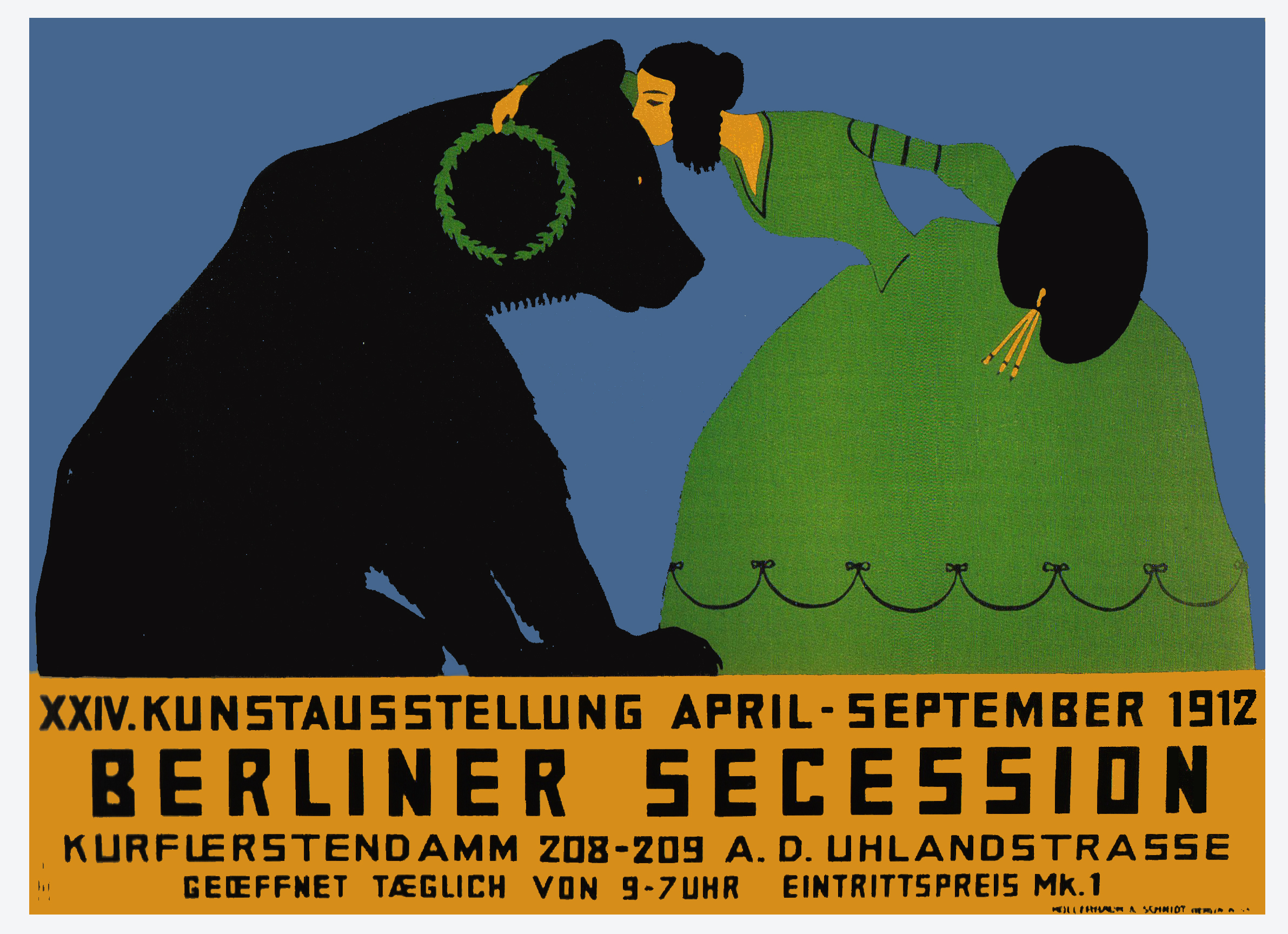
Plakat der Berliner Secession, 1912

### Boulevard ab 1886

Triebwagen 1 der Kurfürstendamm-Gesellschaft bei der Eröffnung des Kurfürstendamms am 5. Mai 1886

Der 5. Mai 1886, der Tag der Eröffnung der Dampfstraßenbahn-Linie Zoologischer Garten – Halensee, gilt als der offizielle Geburtstag des Boulevard Kurfürstendamm. In den 1880er Jahren entwickelte sich die Straße zu einer bevorzugten Wohnlage, zu den neuen Bewohnern gehörten: Eugen Bracht, Konrad Fehr, Karl Schuch und Eduard Hildebrand.
Zwischen Kurfürstendamm und Stadtbahnhof Savignyplatz befand sich ab 1897 ein Ausstellungsgelände für verschiedene sogenannte „Völkerschauen“. Den Auftakt machte im Sommer 1897 die Ausstellung „Transvaal“, 1898 folgte die Ausstellung „Carl Hagenbeck's Indien“.

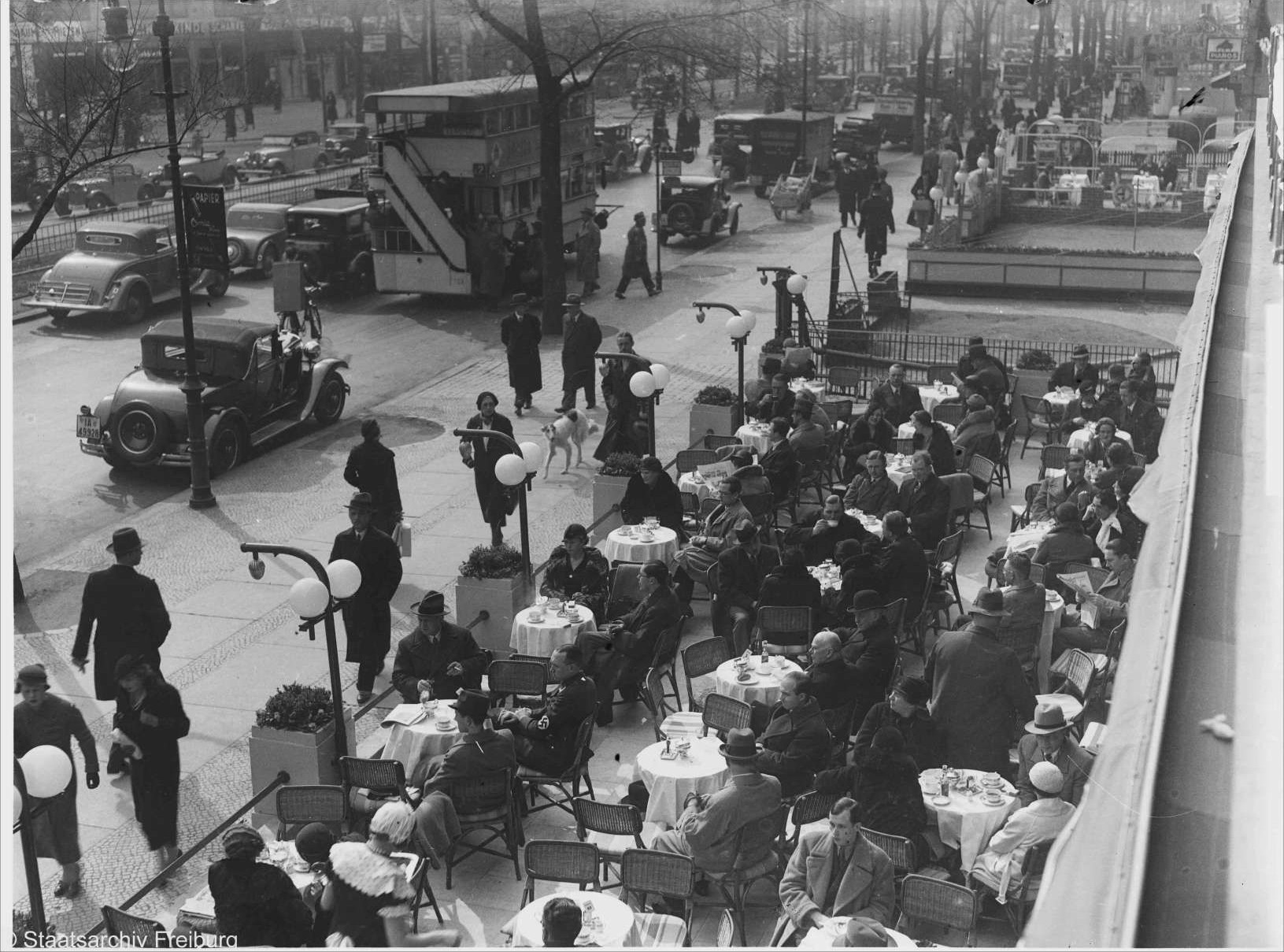
Kurfürstendamm, 1934

Bis zum Ersten Weltkrieg wandelte sich dann der Kurfürstendamm in rasantem Tempo von einer vornehmen Wohnstraße des Neuen Westens zum Vergnügungs-, Kauf- und kulturellen Kommunikationszentrum. Als Bühne bürgerlicher Selbstdarstellung und Ort kulturellen Aufbruchs, unter anderem mit dem „Café des Westens“ (ab 1932 „Café Kranzler“) und dem „Lunapark“ trat er bald in Konkurrenz zur alten Prachtstraße Unter den Linden in Berlin-Mitte. Diese Entwicklung erreichte zur Zeit der Weimarer Republik ihren Höhepunkt, als der Kurfürstendamm für viele Menschen zum Synonym der Goldenen Zwanziger Jahre wurde, dies fand seinen Niederschlag zum Beispiel in der Bar Kakadu an der Kreuzung mit der Joachimsthaler Straße. Bekannte, oft jüdische Fotografinnen und Fotografen hatten sich am Kurfürstendamm niedergelassen: Frieda Riess war am Kurfürstendamm 14/15, Suse Byk im Haus 230, Lili Baruch in Nummer 201, Alexander Binder am Kurfürstendamm 225, später Nr. 205, die Modefotografinnen Yva um die Ecke in der Bleibtreustraße 17, später Schlüterstraße 45, sowie Lotte Jacobi und Ruth Jacobi in der Joachimsthaler Straße 5, später Kurfürstendamm 216, danach Nr. 35, das Hein Gorny übernahm.

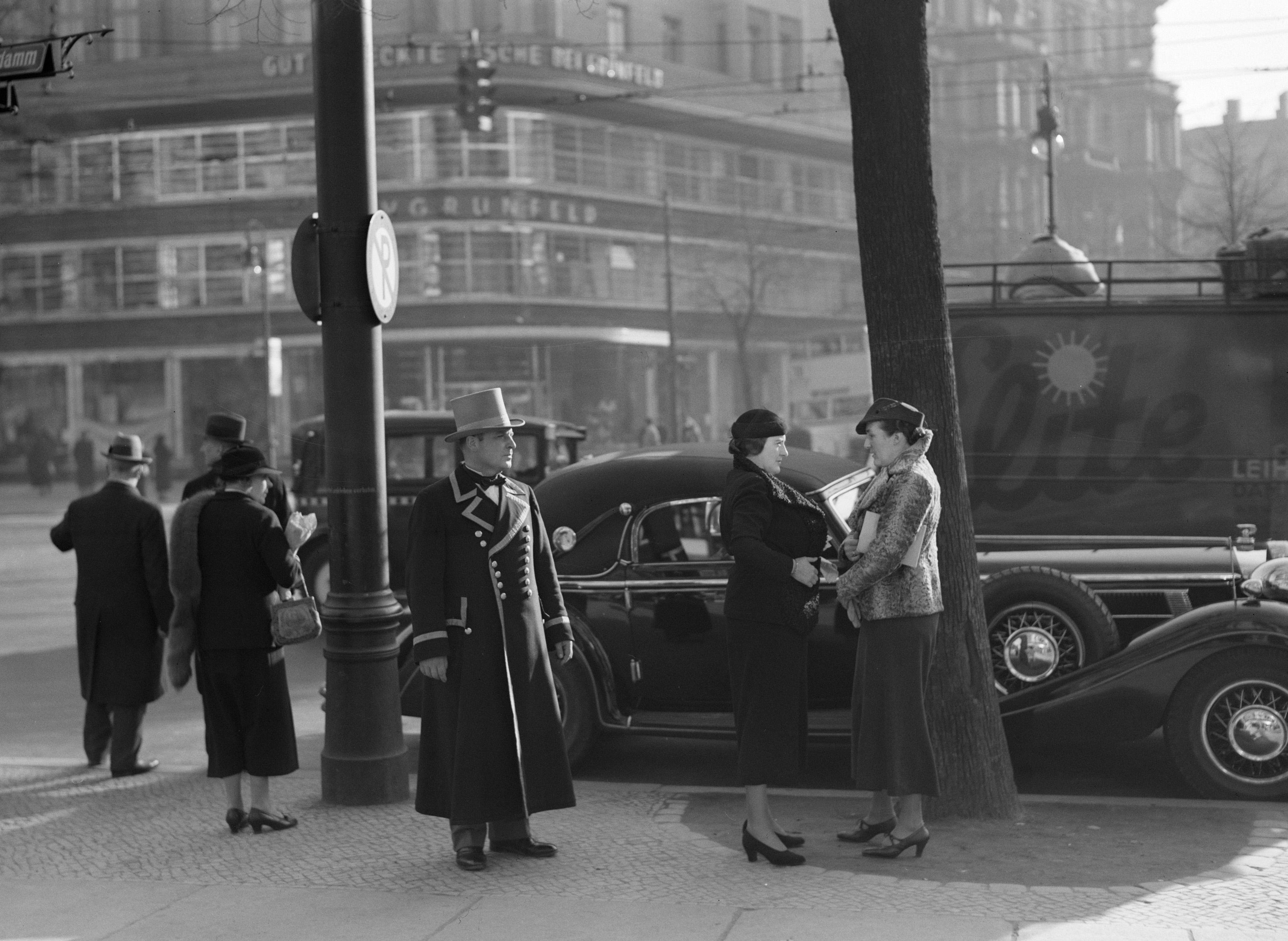
Kurfürstendamm am Kranzler-Eck, 1935

Am Kurfürstendamm befand sich zwischen Bleibtreu- und Schlüterstraße im Haus Cumberland ab 1920 das Reichswirtschaftsministerium.
In den Jahren 1931 und 1935 kam es zu antisemitischen Übergriffen, den sogenannten „Kurfürstendamm-Krawallen“ (siehe → hier für 1931 und → hier für 1935). In der Zeit des Nationalsozialismus ergaben sich Beschränkungen auf politischem und kulturellem Gebiet, die auch hier erhebliche Veränderungen zur Folge hatten. Den Olympischen Spielen verlieh der Kurfürstendamm 1936 mit seinem Flair noch internationalen Glanz, aber das, was er repräsentierte – wie intellektuelle Regsamkeit, internationale Verständigung, künstlerische Kreativität, Provokation, Freizügigkeit, Kommerz, Geist und Kultur – stand im Gegensatz zur nationalsozialistischen Ideologie und wurde immer mehr reglementiert. Mit der Vertreibung und Ermordung der Juden, die das Erscheinungsbild und die Ausstrahlungskraft des Kurfürstendamms mitgeprägt hatten, wurde der alte Geist endgültig beseitigt.
Am Kurfürstendamm 140–143 befand sich ab 1939 das „Reichskommissariat für die Festigung des deutschen Volkstums“, eines von zwölf SS-Hauptämtern. Hier wurde von 1941 bis 1942 der „Generalplan Ost“ entwickelt.

### Nach 1945

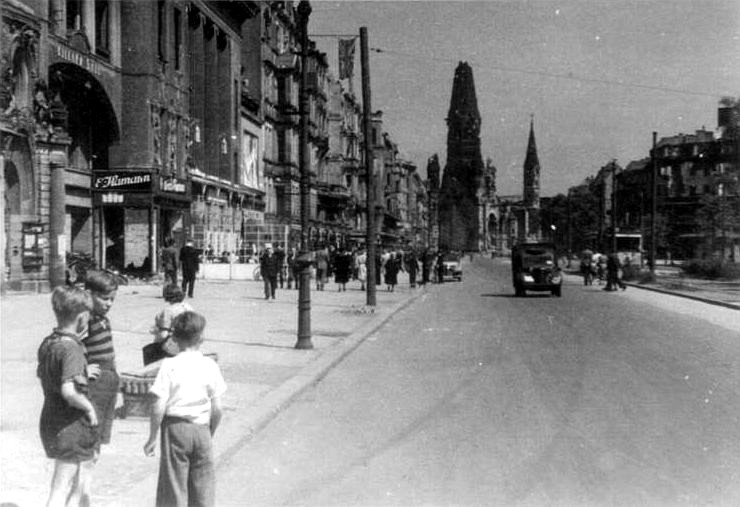
Kurfürstendamm, Sommer 1945

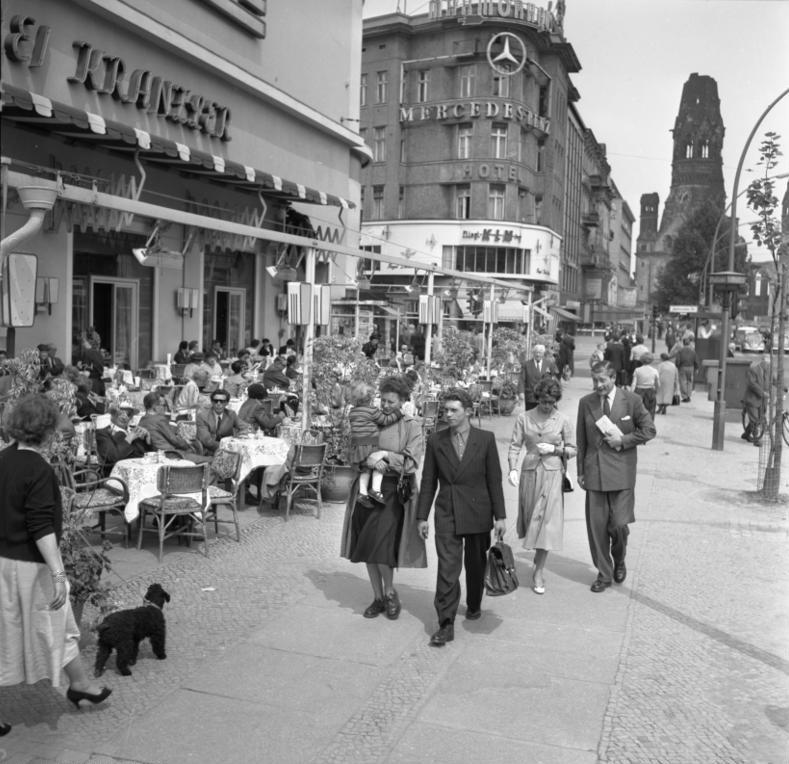
Kurfürstendamm am Café Kranzler, Sommer 1955

Im Zweiten Weltkrieg wurden erhebliche Teile der Bebauung durch alliierte Luftangriffe zerstört. Der Wiederaufbau erfolgte mit dem Ziel, den Kurfürstendamm in der Zeit des Kalten Krieges zum Schaufenster des Westens und Symbol für das Wirtschaftswunder auszubauen. Nach der Teilung der Stadt entwickelte sich nach der Währungsreform 1948 hier das Geschäftszentrum West-Berlins, die City West, insbesondere am Ostende in Richtung des Bahnhofs Zoo. Der umgangssprachliche Begriff Ku’damm wurde zum Inbegriff der Flaniermeile. 1954 wurden die den Kurfürstendamm in voller Länge befahrenden Straßenbahnlinien durch Omnibuslinien ersetzt.
Im Februar 1968 fand hier eine Großdemonstration gegen den Vietnamkrieg statt. Am 11. April 1968 schoss der Hilfsarbeiter Josef Bachmann am Kurfürstendamm 140 vor dem SDS-Büro auf Rudi Dutschke.
1987/1988 gab es auf dem Kurfürstendamm des Skulpturenboulevard, eine temporäre Ausstellung von sieben Großskulpturen und Installationen im öffentlichen Raum zwischen Rathenau- und Wittenbergplatz aus Anlass der 750-Jahr-Feier Berlins im Jahr 1987 sowie im Zusammenhang des Kulturhauptstadtjahrs 1988.

### Nach dem Mauerfall 1989

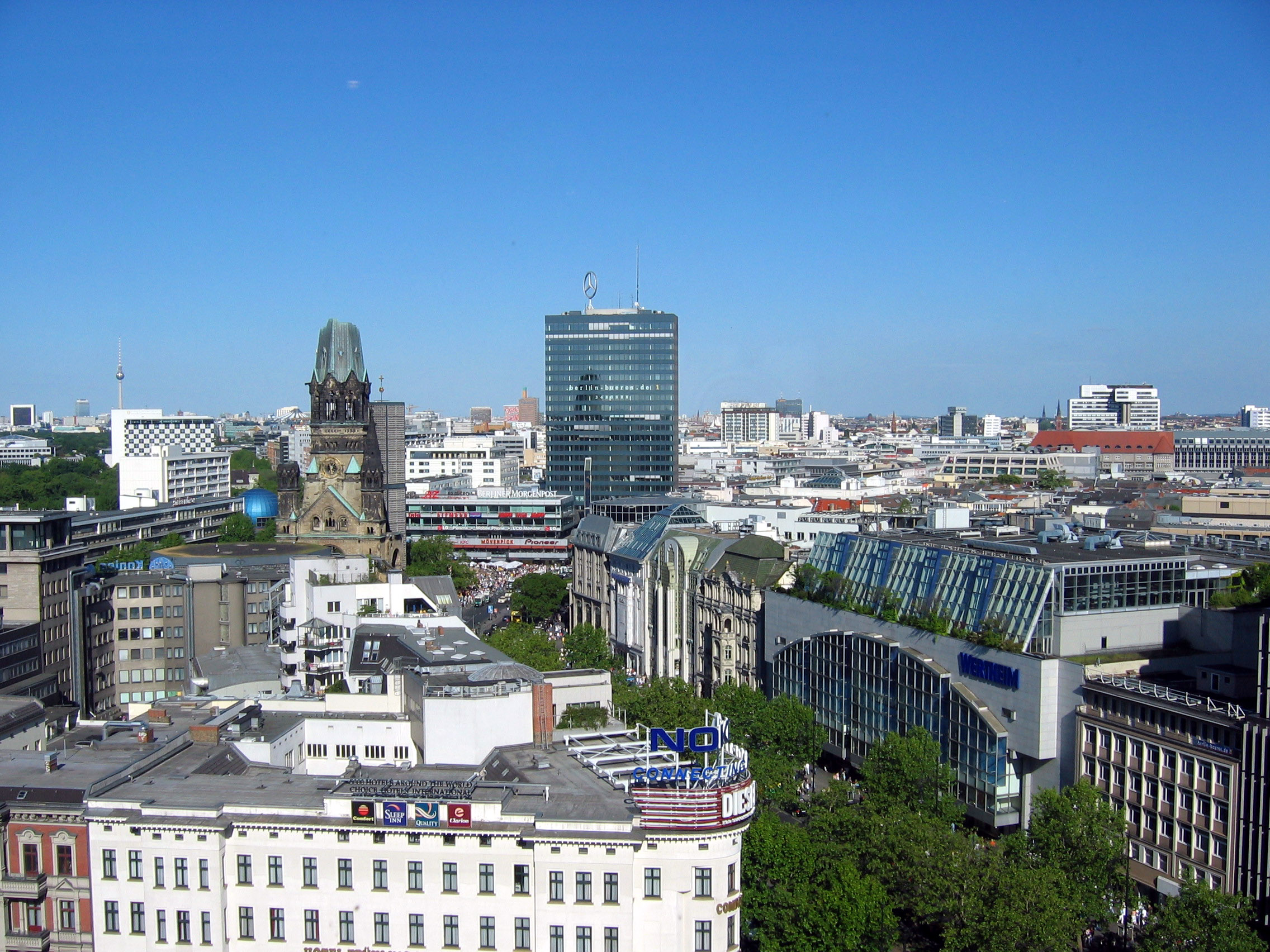
Kurfürstendamm, 2006

Nachdem am Abend des 9. November 1989 die Mauer gefallen war, strömten die Ost-Berliner Bürger zunächst auf den Ku’damm. Bald jedoch sank die Bedeutung des Kurfürstendamms, da eine Rückbesinnung auf das historische Zentrum Berlins im Ortsteil Mitte einsetzte und das neuerrichtete Viertel am Potsdamer Platz zusätzlich Konkurrenz schuf.
Seit Beginn des 21. Jahrhunderts entwickelt sich der Boulevard nach der Schließung von Kinos und alteingesessenen Cafés von der Ausgeh- und Amüsiermeile immer mehr zu einer exklusiven Einkaufsstraße. Neue Hotels entstanden, das legendäre Café Kranzler wurde in ein von Helmut Jahn neugestaltetes Quartier eingebettet und um die Bühnen am Kurfürstendamm gibt es Auseinandersetzungen um ihren Erhalt bzw. Wiederaufbau.
Im Jahr 2011 wurden mehrmonatige Feierlichkeiten zum 125-jährigen Bestehen des Kurfürstendamms begangen. Sie starteten im Frühjahr mit einer Oldtimer-Ausstellung, die das im gleichen Jahr stattfindende Jubiläum „125 Jahre Automobil“ zum Thema hatte, gefolgt von einer drei Monate dauernden Ausstellung der United Buddy Bears sowie der Inszenierung einer französischen Straßentheatergruppe und im Oktober abschließend mit der Lichtinszenierung Festival of Lights.

## Kultur und Kunst

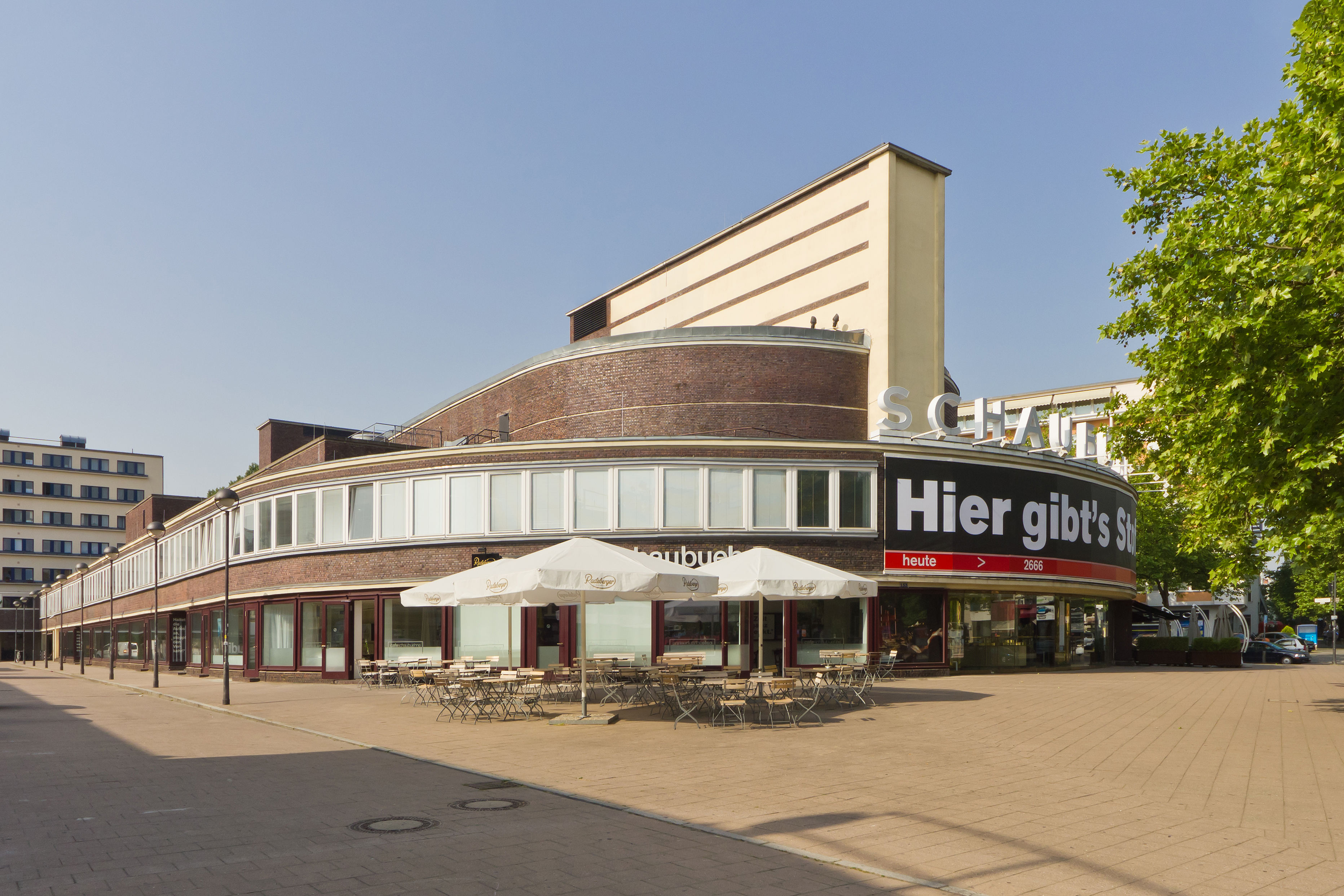
Schaubühne am Lehniner Platz

- Am Kurfürstendamm liegen die Privattheater Theater am Kurfürstendamm und Komödie am Kurfürstendamm sowie die Schaubühne am Lehniner Platz.
- Der Kurfürstendamm wurde häufig besungen und bedichtet, so zum Beispiel von Hildegard Knef Ich hab so Heimweh nach dem Kurfürstendamm.
- Auch in der Literatur hat er seine Spuren hinterlassen. Am berühmtesten sind Gabriele Tergits Roman Käsebier erobert den Kurfürstendamm[14] über den Aufstieg und Fall eines Volkssängers, sowie Pems Erinnerungsbuch Heimweh nach dem Kurfürstendamm,[15] das die Goldenen Zwanziger Jahre in der Reichshauptstadt beleuchtet. Ferner spielt der niederländische Roman In de schaduw van Marlene Dietrich. Berlijnse thriller (‚Im Schatten von Marlene Dietrich‘)[16] von Marianne Vogel größtenteils auf dem Kurfürstendamm der 1920er Jahre und der Gegenwart.
- Die Filmreihen Ku'damm 56, Ku'damm 59 und Ku'damm 63 spielen in einer fiktiven Tanzschule am Kurfürstendamm und thematisieren den Aufbruch der Jugend in den 1950er und 1960er Jahren, sowie das Aufbegehren gegen die konservativen Moralvorstellungen jener Zeit.
- Am Kurfürstendamm befindet sich das Museum The Story of Berlin, das sich der 800-jährigen Stadtgeschichte widmet und den dort befindlichen Atomschutzbunker (Mehrzweckanlage Kudamm-Karree) zugänglich macht, der in den 1970er Jahren am Kurfürstendamm errichtet wurde.[17]
- Am Kurfürstendamm findet jährlich Ende Juli die Laufveranstaltung Berliner City-Nacht statt.

## Einkaufsstraße
Der Kurfürstendamm ist die bekannteste Einkaufs- und Flaniermeile Berlins. Internationale Modemarken wie Giorgio Armani, Hugo Boss, Burberry, Chanel, Dolce & Gabbana, Dior, Gucci, Hermès, Tommy Hilfiger, Michael Kors, Yves Saint Laurent, Prada, Valentino, Versace, Louis Vuitton oder auch Firmen wie Apple (in der ehemaligen Filmbühne Wien) oder Tesla und viele mehr haben auf dieser Straße ihre Flagship-Stores angesiedelt. Juweliere wie Cartier, Bucherer, Bulgari, Rolex, Askania oder Wempe sind dort zu finden.

Modeboutiquen am Kurfürstendamm
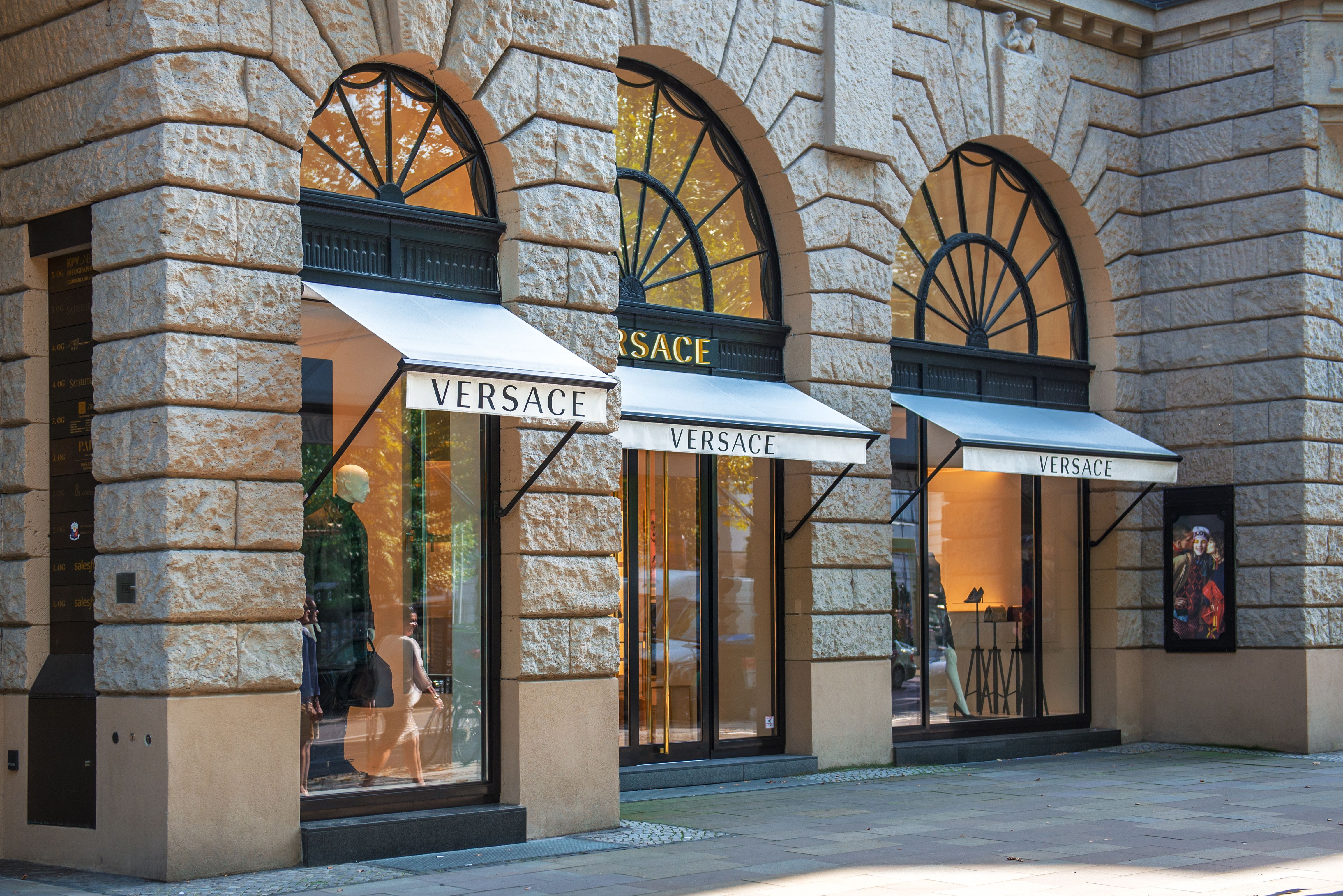
Versace
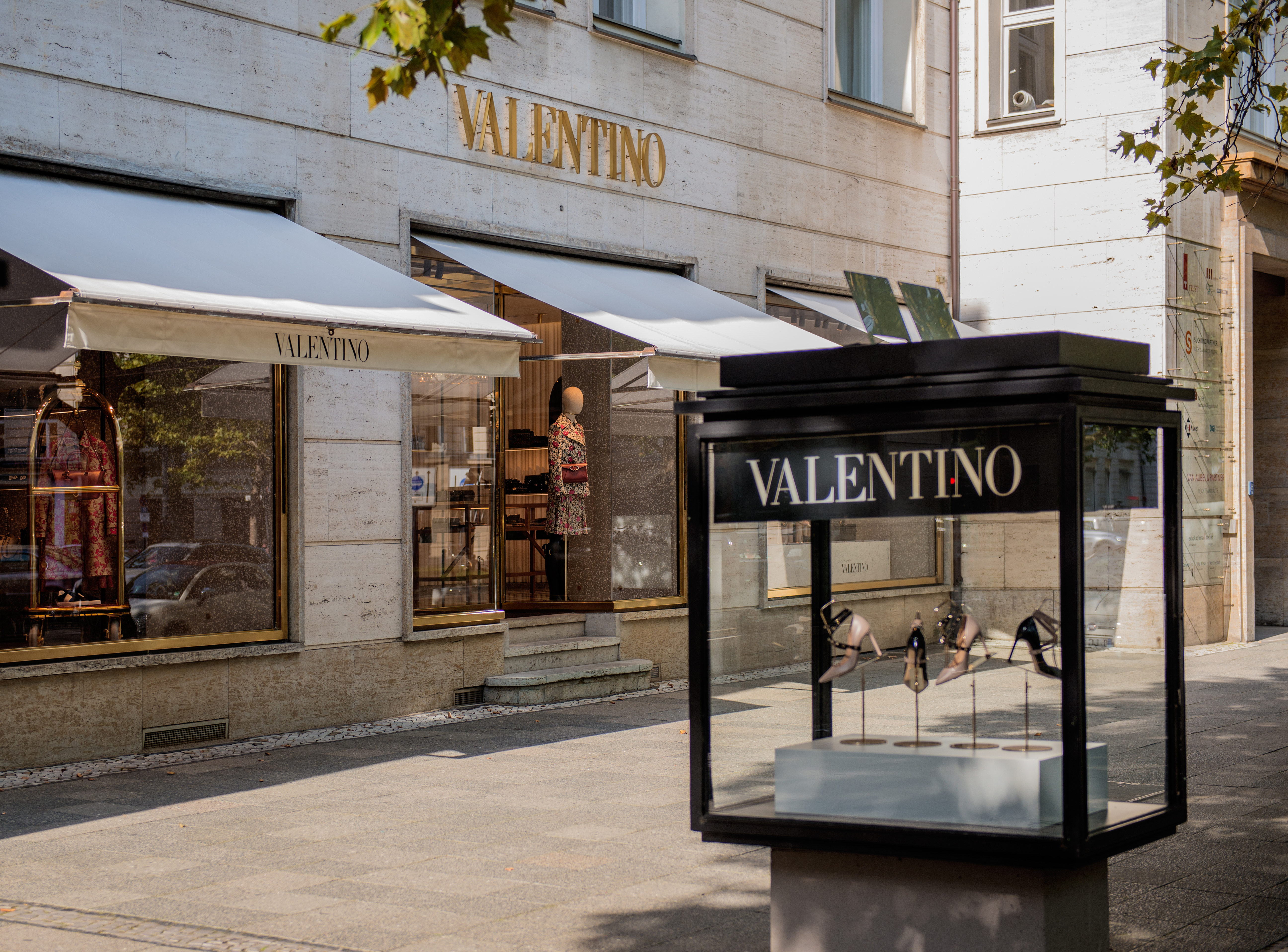
Valentino
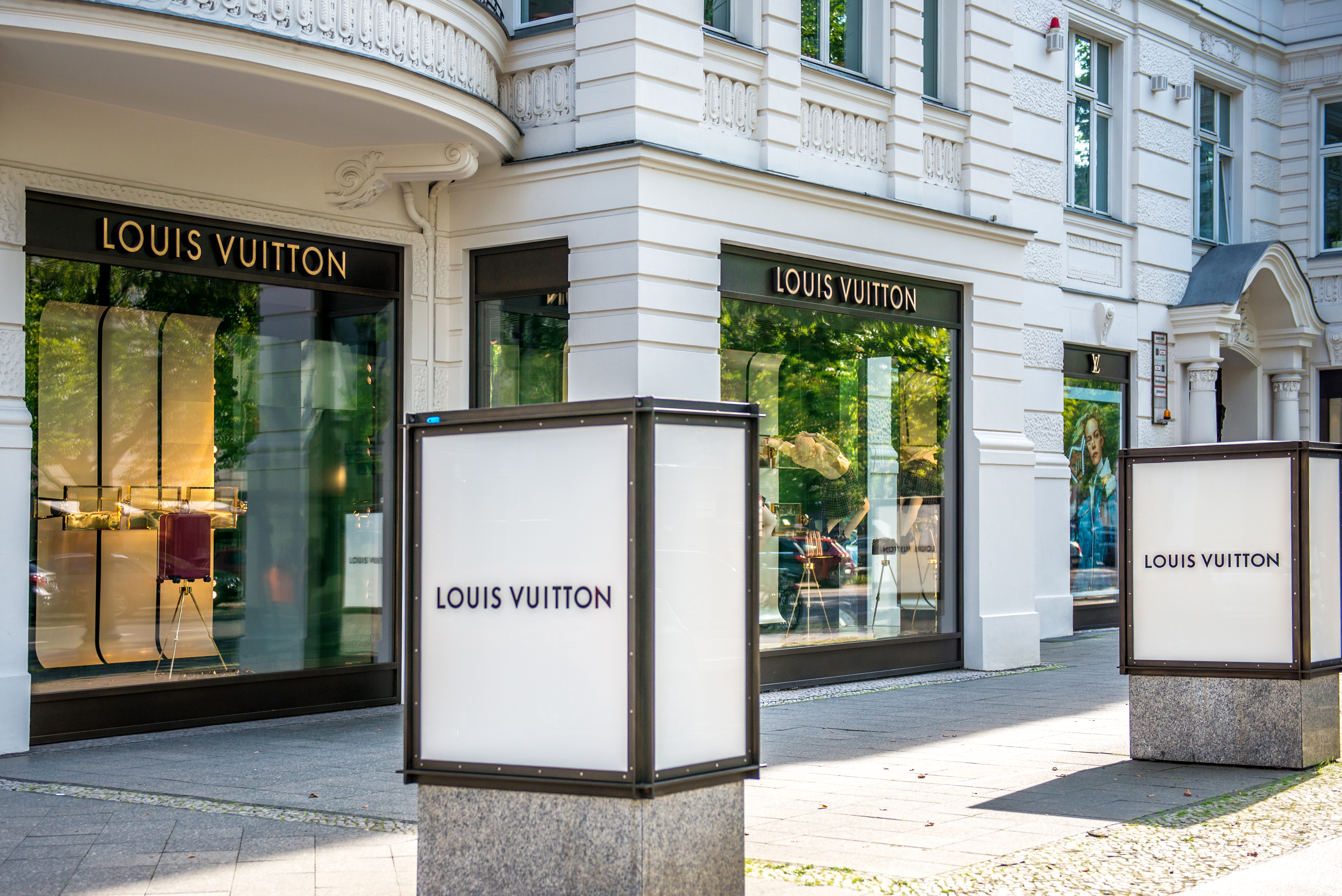
Louis Vuitton
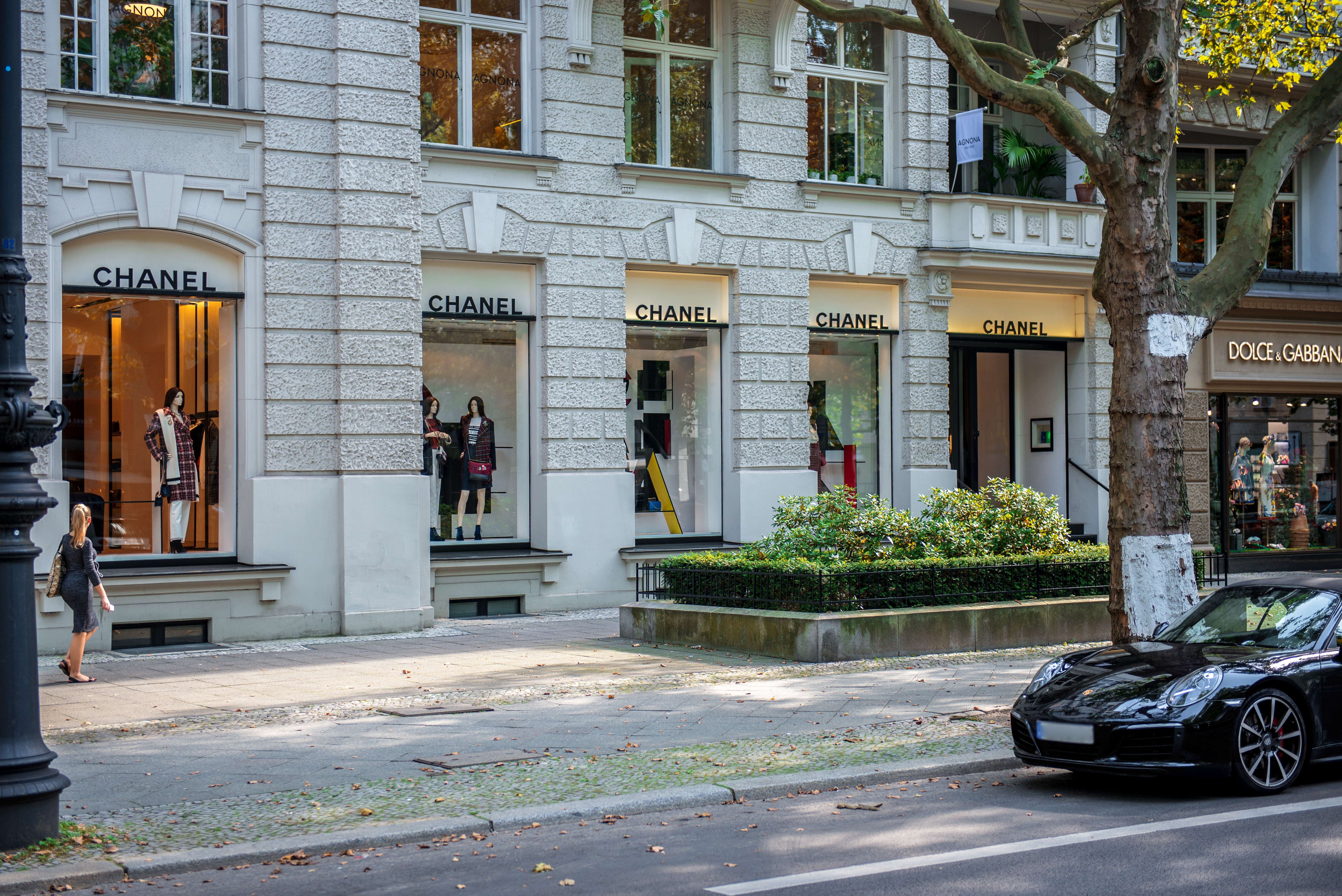
Chanel
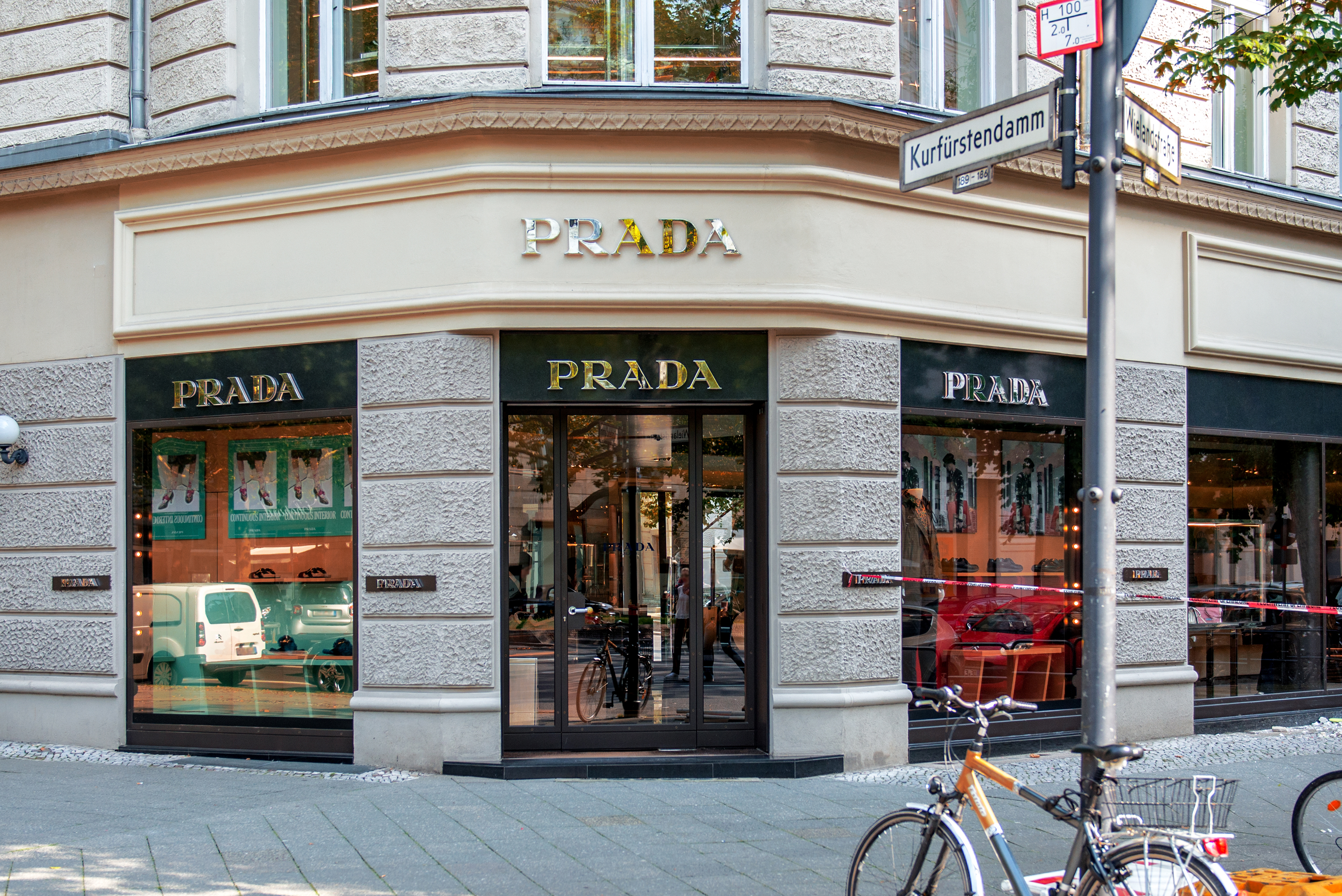
Prada
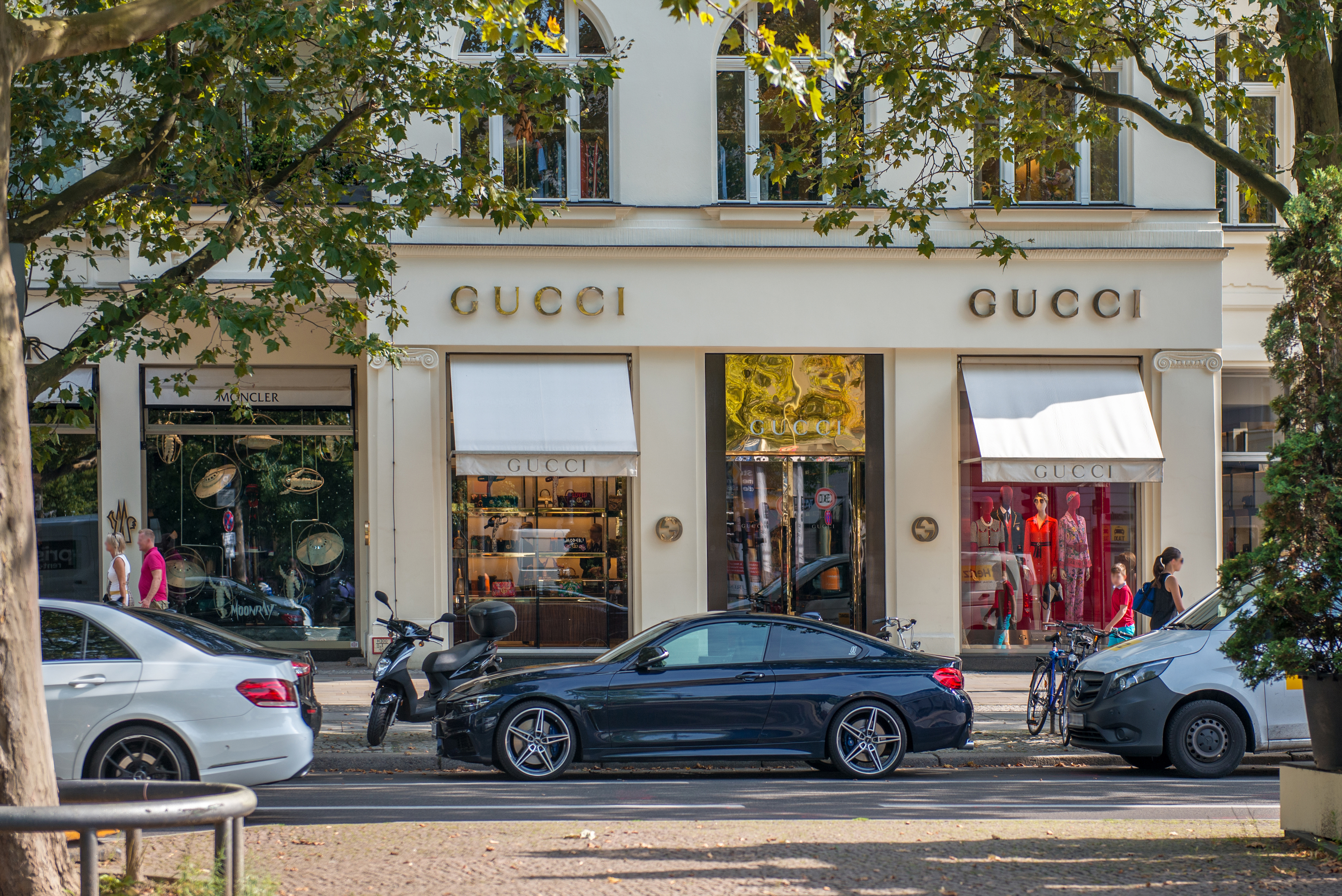
Gucci
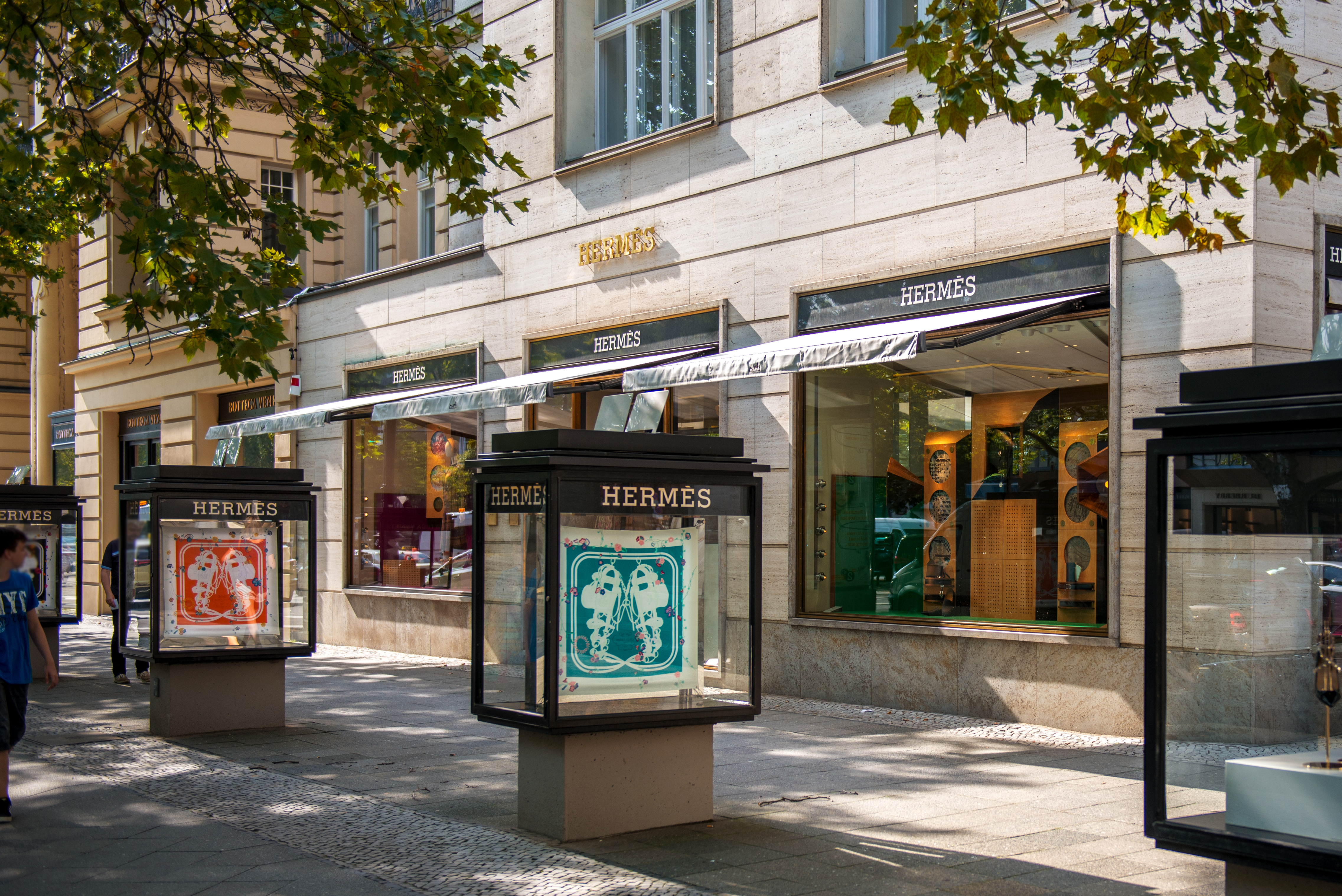
Hermès

## Bauwerke und Einrichtungen
(von Ost nach West)
- Marmorhaus (seit 1913), Kurfürstendamm 236
- U-Bahnhof Kurfürstendamm (seit 1961)
- Ku’damm-Eck (Neubau von 1998, nachdem das alte Ku’damm-Eck als „Bausünde“ der 1960er Jahre abgerissen worden war)
- Kranzler-Eck mit dem Café Kranzler (seit 1958)
- ehemalige Filmbühne Wien (seit 1912), heute ein Apple Store
- Hotel Bristol Berlin, 1951 als Hotel Kempinski erstes Luxushotel der Nachkriegszeit in West-Berlin
- U-Bahnhof Uhlandstraße (seit 1913)
- Maison de France, französisches Kulturzentrum (seit 1950)
- Haus Cumberland (seit 1911)
- U-Bahnhof Adenauerplatz (seit 1978)
- Kabarett der Komiker (1924–1944) am Lehniner Platz
- Schmalstes Berliner Geschäftshaus

Gebäude am Kurfürstendamm
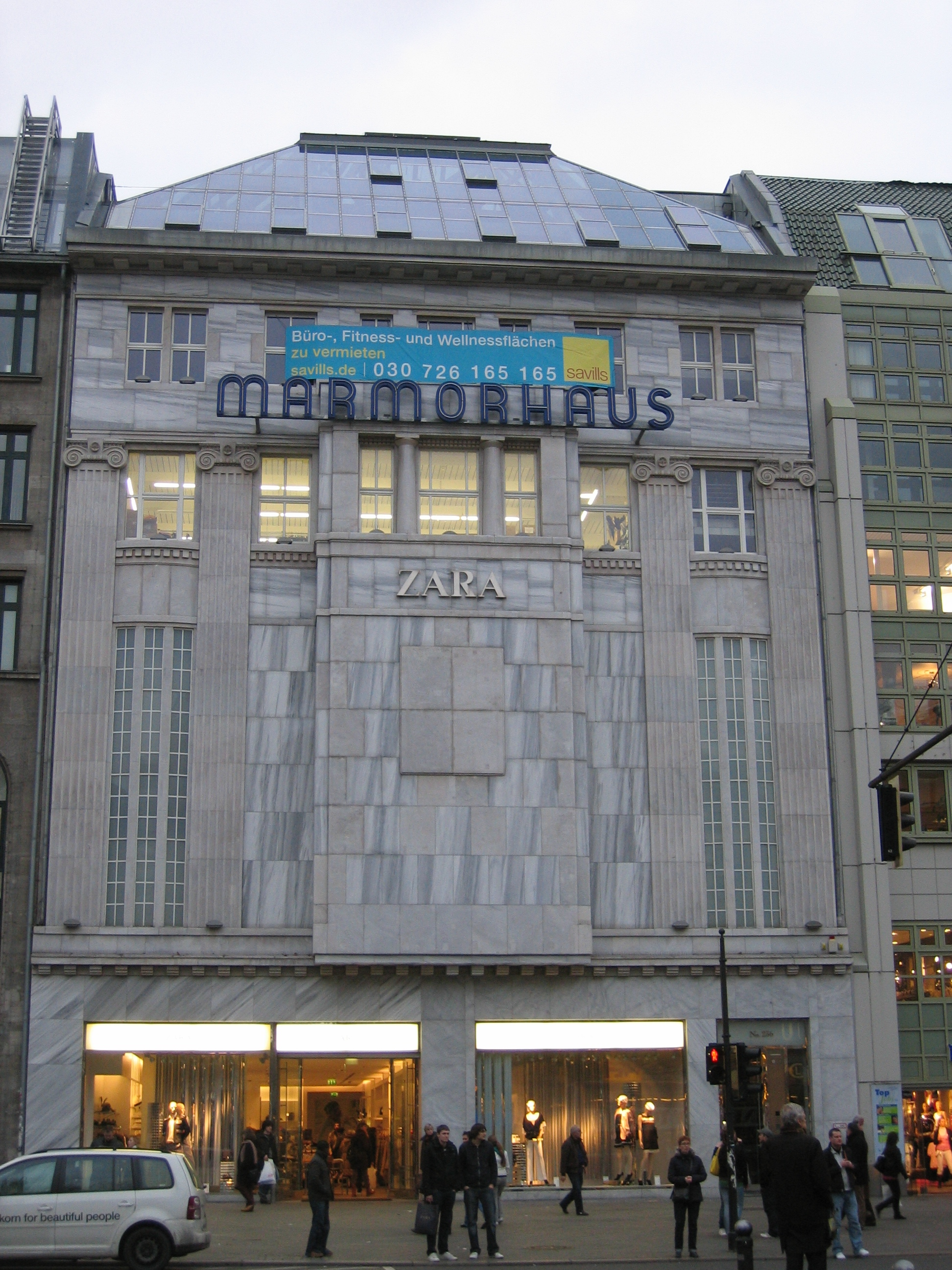
Marmorhaus
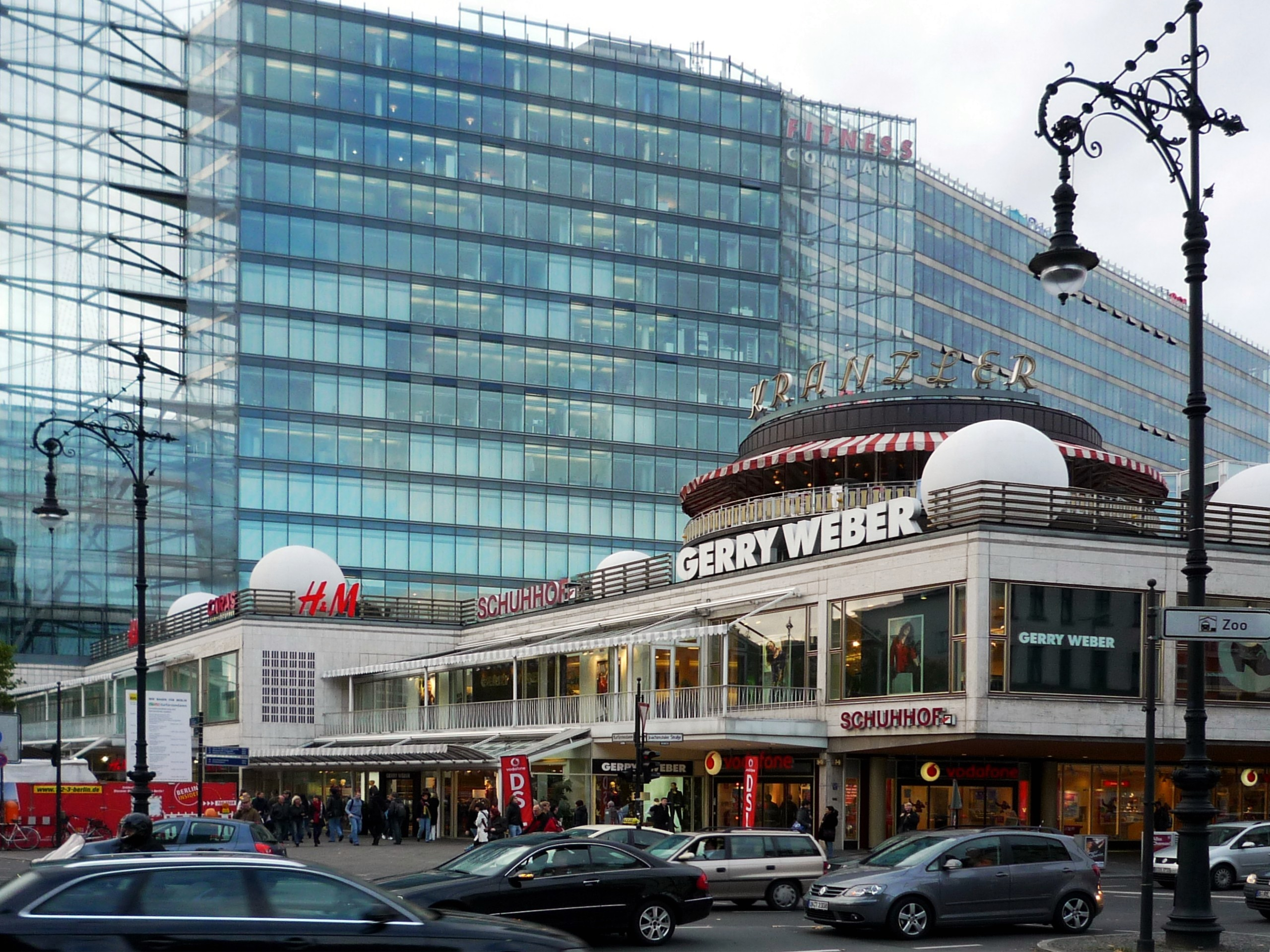
Kranzler-Eck
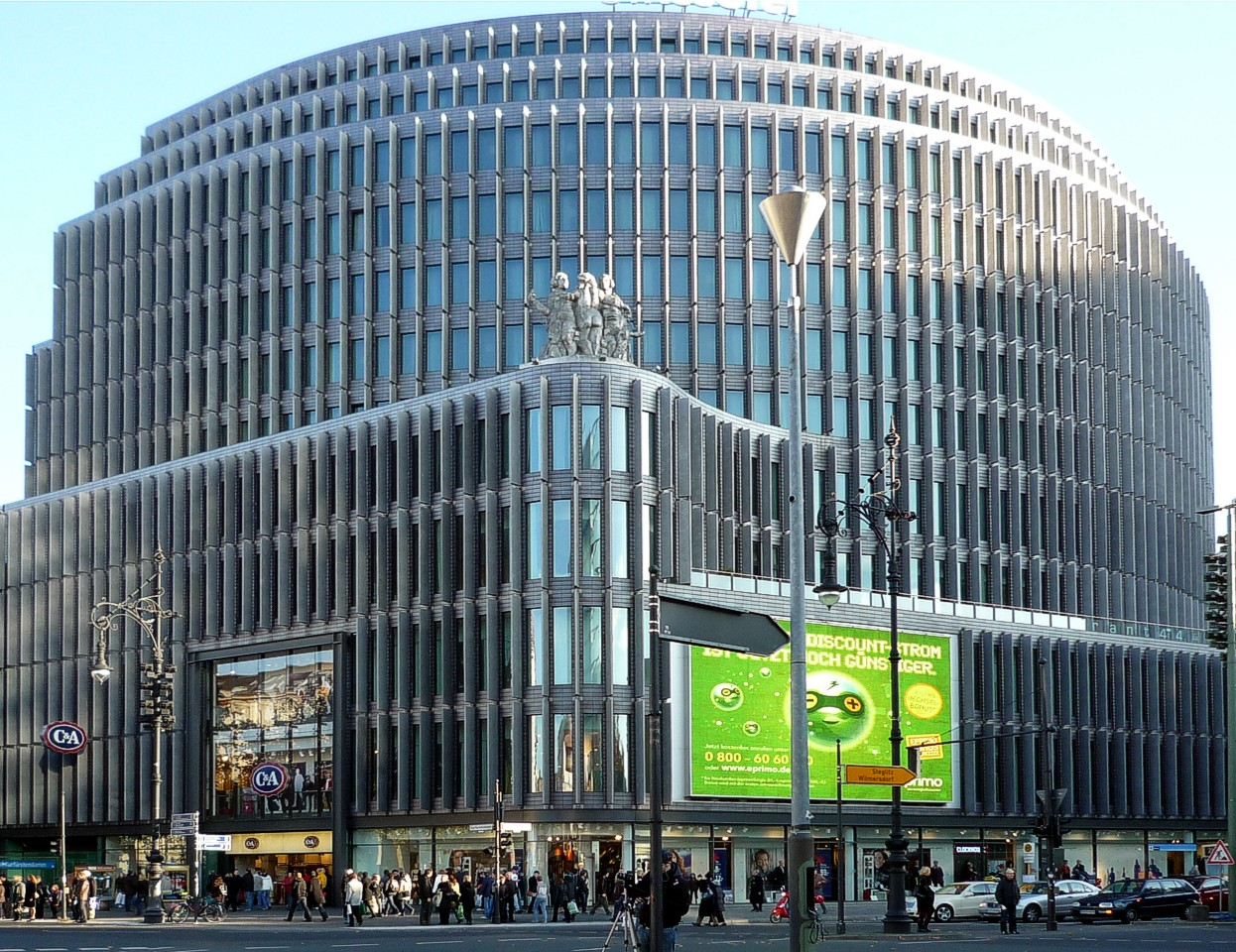
Kurfürstendamm Ecke Joachimsthaler Straße (Ku’damm-Eck),
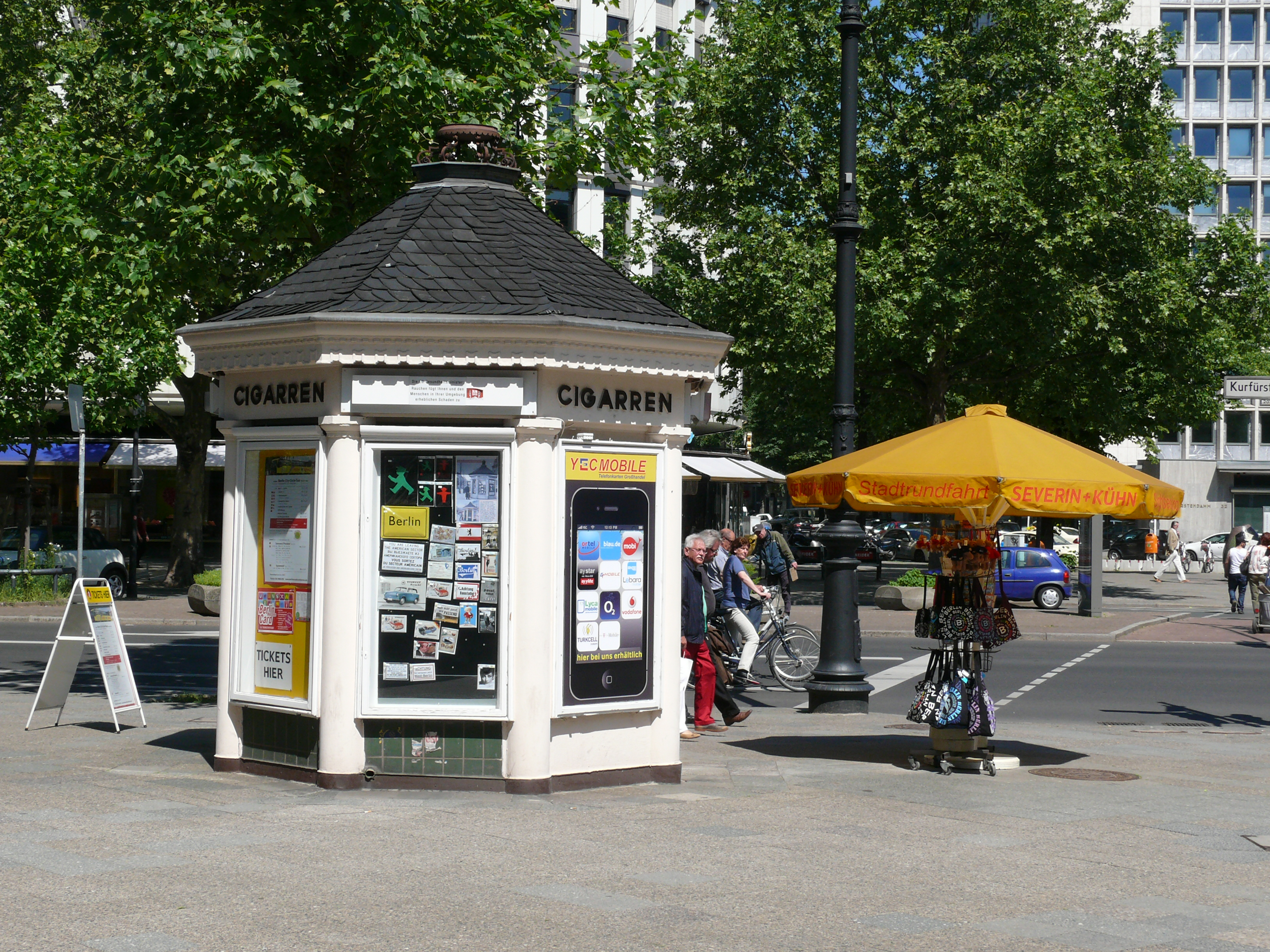
Kiosk am Kurfürstendamm
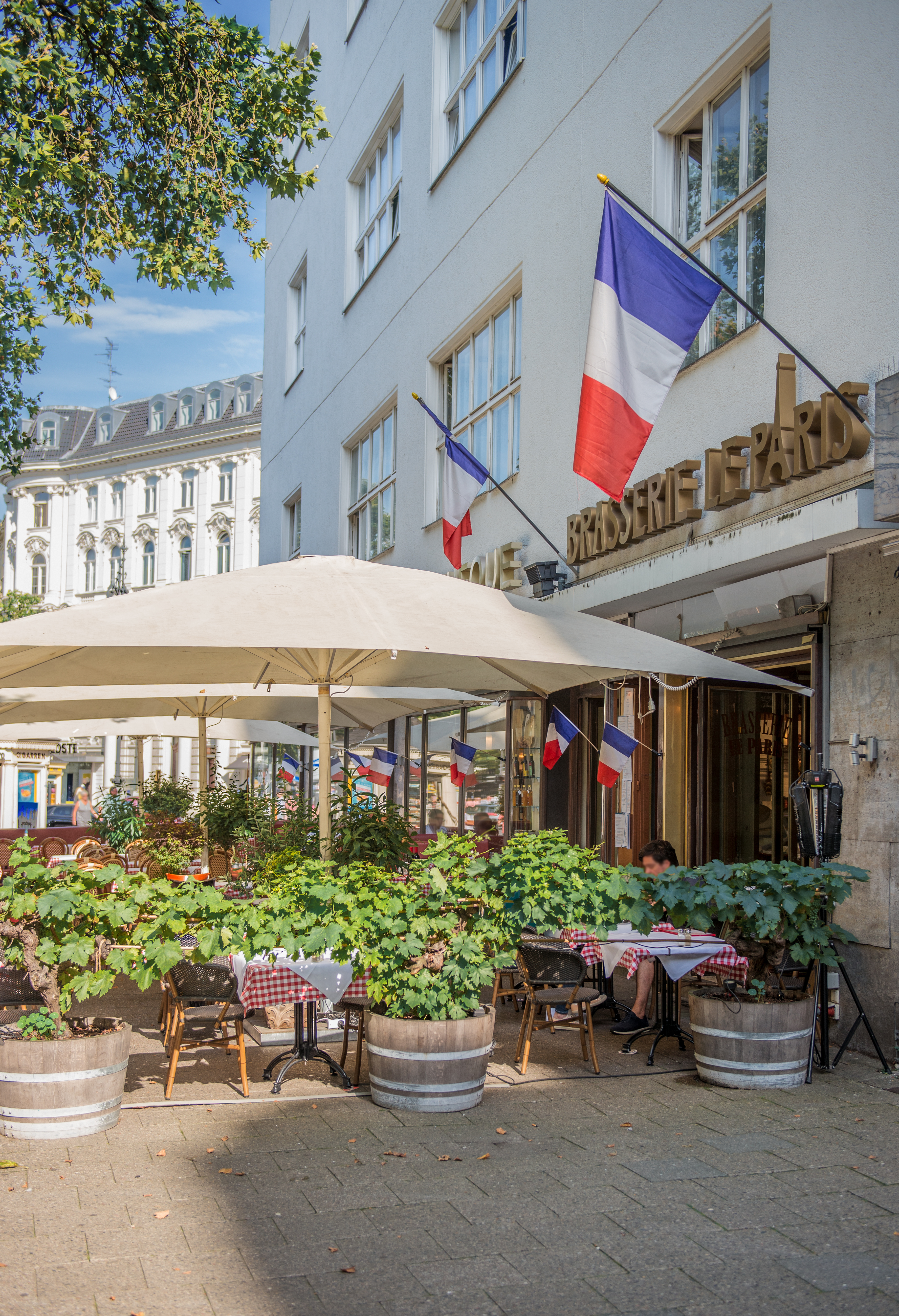
Kurfürstendamm 211 (Maison de France mit Institut français, Cinema Paris und Restaurant Brasserie Le Paris)
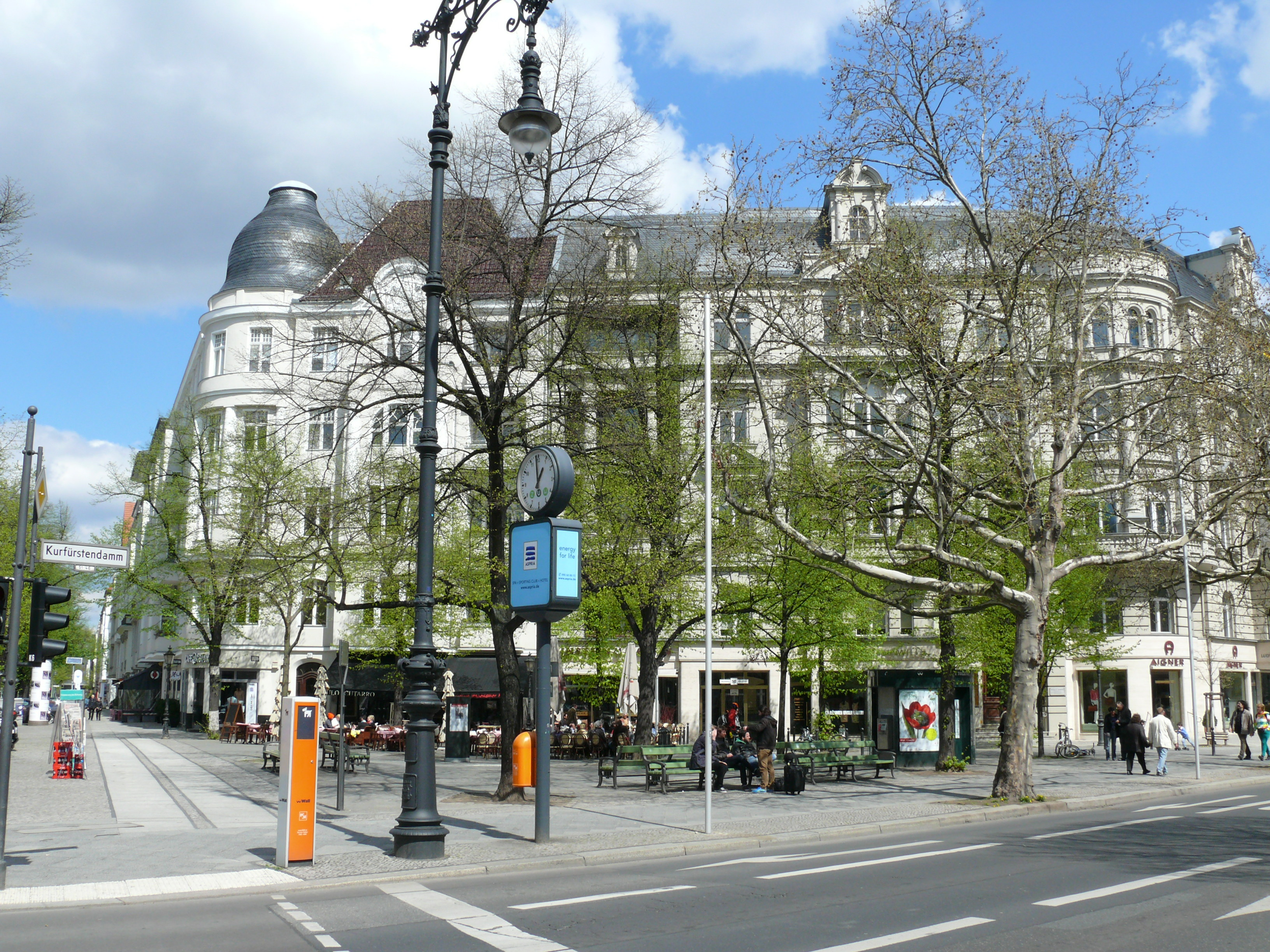
George-Grosz-Platz
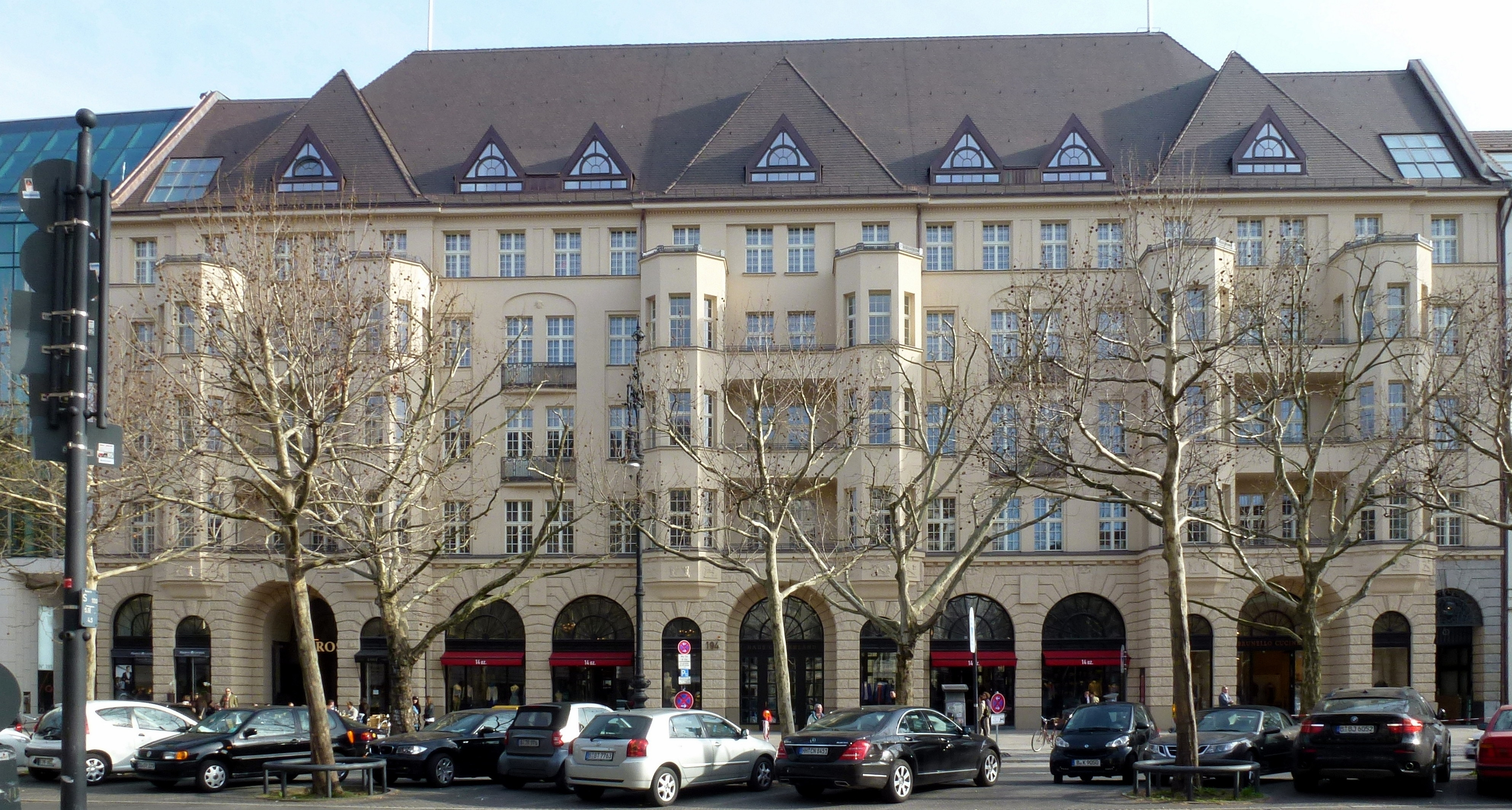
Haus Cumberland Ecke Schlüterstraße

## Besonderheiten

### Nummerierung

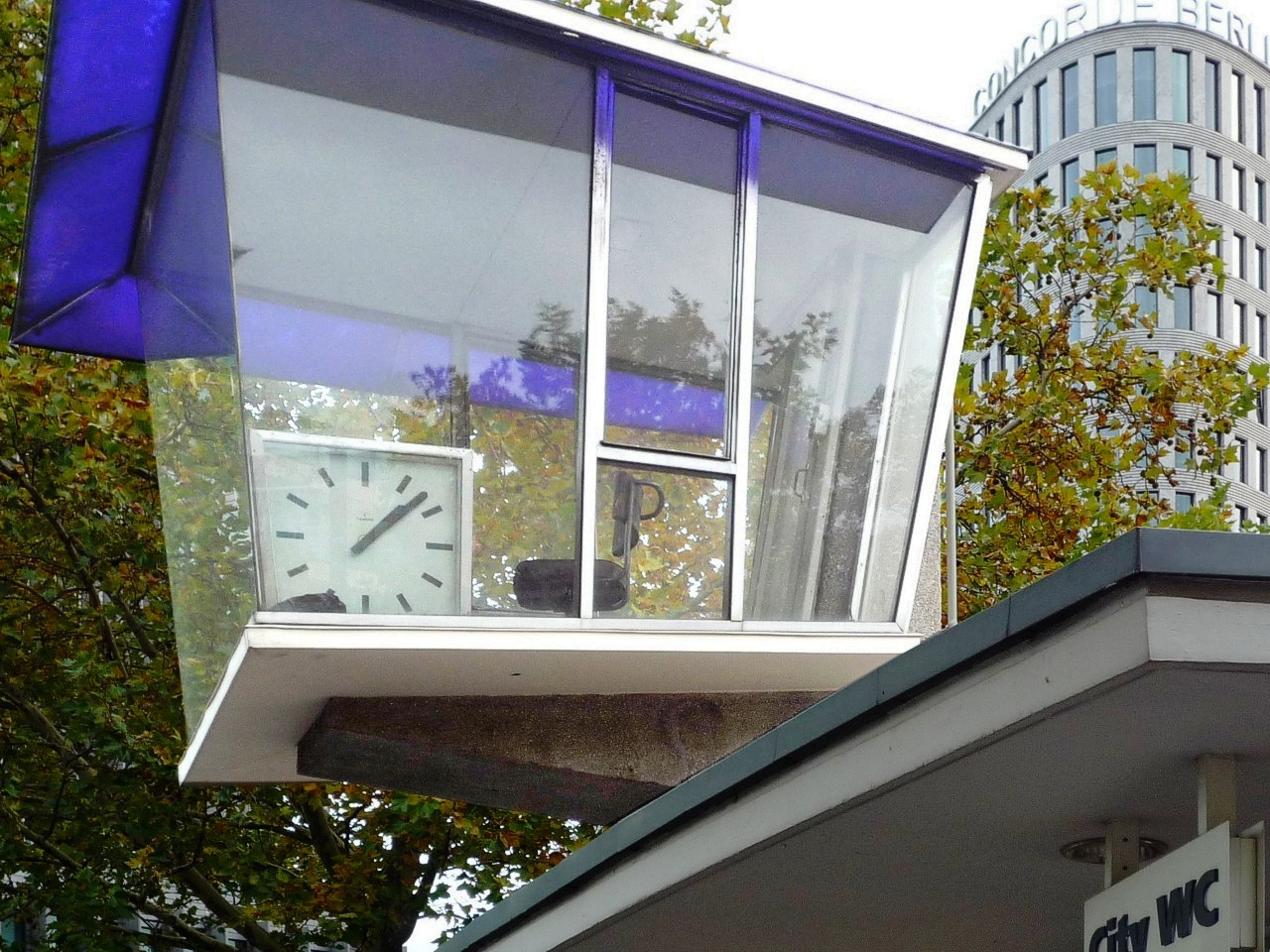
Verkehrskanzel an der Grünfeld-Ecke

Die Hausnummernzählung begann ursprünglich an der Corneliusbrücke auf der nordwestlichen Straßenseite, wechselte am Westende in Halensee auf die südöstliche Seite und lief dort zurück bis zum Landwehrkanal. Als eine geeignete Straße nach dem im Februar 1925 verstorbenen Reichspräsidenten Friedrich Ebert benannt werden sollte, wählte man dafür die bisherige Budapester Straße zwischen Brandenburger Tor und Potsdamer Platz aus. Damit diese Umbenennung nicht als ein Affront gegen das Land Ungarn und seine Hauptstadt Budapest missverstanden werden konnte, wollte man den alten Straßennamen auf eine andere, nicht zu periphere Straße übertragen. Deshalb wurde zum 22. April 1925 der östlichste Abschnitt des Kurfürstendamms zwischen dem heutigen Breitscheidplatz und der Corneliusbrücke über den Landwehrkanal, der durch den verkehrsreichen Platz und die auf ihm stehende, die Sichtachse unterbrechende Kaiser-Wilhelm-Gedächtniskirche städtebaulich deutlich vom westlichen Teil abgetrennt war, in Budapester Straße umbenannt. Seitdem „fehlen“ dem Kurfürstendamm seine ursprünglichen niedrigsten und höchsten Hausnummern (1–9 und 238–264). Die Hausnummer 10 (unmittelbar westlich des Breitscheidplatzes) fiel nach dem Zweiten Weltkrieg durch die Vergrößerung der Platzfläche weg. Die Hausnummern 77–89 hat es nie gegeben, an ihrer Stelle wurde der Lehniner Platz angelegt. Ebenso sucht man die Hausnummern 221–223 vergeblich, deren bis dahin unbebaute Grundstücke durch die 1899 angelegte Meinekestraße „verschluckt“ wurden.

### Verkehrskanzel
Die Verkehrskanzel an der Kreuzung von Kurfürstendamm und Joachimsthaler Straße (Grünfeld-Ecke, umgangssprachlich auch Joachimsthaler Platz genannt), besteht aus einer gläsernen Kanzel auf einem viereinhalb Meter hohen Pfeiler. Trotz ihrer sehr exponierten Lage wird sie selbst von vielen Berlinern selten wahrgenommen. Es handelt sich um die Verkehrskanzel, von der aus Polizisten in den 1950er Jahren die Verkehrsampeln des Platzes von Hand schalteten. Seit 1962 ist sie nicht mehr in Betrieb, steht allerdings mittlerweile unter Denkmalschutz. Die Verkehrskanzel stellt ein Relikt der Verkehrssteuerung aus den 1950er Jahren dar.

## Filme
- Auf dem Ku’damm. Dokumentarfilm, Deutschland, 2007, 43:30 min, Buch und Regie: Manuela Jödicke und Sylvia Rademacher, Produktion: RBB, Reihe: Berliner Ecken und Kanten, Erstsendung: 30. Mai 2007 im RBB, Filminformationen.